# 荻窪インターチェンジ
荻窪インターチェンジ（おぎくぼインターチェンジ）は、神奈川県小田原市荻窪にある小田原厚木道路のインターチェンジである。厚木方面のみ出入り可能なハーフICである。

## 接続する道路
- （小田原市道）

## 歴史
- 1979年（昭和54年）8月30日：供用開始。
- 1996年（平成8年）3月26日：分合流車線の延長工事完成。

荻窪ICは1979年の全線4車線供用よりも後に追加されたインターチェンジである（参考：小田原厚木道路の暫定供用開始は1969年）。

## 周辺
- 関東学院大学小田原キャンパス
- 小田原駅

## その他
上り線（小田原西IC方面）は、当ICより先で左側車線から右側車線への変更が禁止されている。このため、西湘バイパスの箱根口IC方面へ行く場合は、当ICまでに右側車線に入る事が推奨されている。

## 隣
E85 小田原厚木道路
小田原西IC - 荻窪IC - 小田原東IC